# Prétot-Vicquemare
Prétot-Vicquemare è un comune francese di 151 abitanti situato nel dipartimento della Senna Marittima nella regione della Normandia.

## Società

### Evoluzione demografica
Abitanti censiti